# Futbolniy Klub Metalist 1925 Kharkiv
FK Metalist 1925 Kharkiv, ou simplesmente Metalist 1925, é um clube de futebol ucraniano da cidade de Kharkiv fundado em 2016. Atualmente, disputa a temporada 2021- da primeira divisão do Campeonato Ucraniano de Futebol.

## História
O clube foi fundado em 2016, e é um dos dois clubes que nasceram com o fim do FK Metalist Kharkiv.

### Campeonato Amador
Já na temporada 2016-17, o clube disputou a Campeonato Ucraniano de Futebol Amador. E com 13 vitórias, quatro empates e três derrotas, o clube somou 43 pontos, e foi o lider do Grupo 2. Conseguindo o acesso a terceira divisão do Campeonato Ucraniano de Futebol.

### Terceira Divisão
Na temporada 2017-18, o clube disputou a terceira divisão do Campeonato Ucraniano de Futebol. Com 21 vitórias, quatro empates e oito derrotas, o clube somou 67 pontos, ficando em segundo lugar no Grupo B. O clube foi um dos cinco promovidos para a segunda divisão, junto com: Agrobiznes Volochysk, FC Prykarpattia Ivano-Frankivsk, SC Dnipro-1 e FC Lviv.

### Segunda Divisão
Na temporada 2018-19, o clube venceu 15 partidas, empatou seis e perdeu sete, somando 51 pontos e terminando a competição na quarta posição.
Na temporada seguinte, 2019-20, a equipe venceu 15, empatou seis e perdeu nove das 30 partidas disputadas e somou 51 pontos. Finalizando a competição em sétimo lugar.
Na temporada 2020-21, o clube venceu 16, empatou oito e perdeu seis das 30 partidas disputadas; somando 56 pontos; terminado a competição em terceiro lugar e conseguindo o acesso à primeira divisão do Campeonato Ucraniano.

### Primeira Divisão
2021-22 é primeira temporada do clube na primeira divisão do Campeonato Ucraniano.

## Elenco
Fonte: metalist1925.com
Nota: Bandeiras indicam equipe nacional, conforme definido pelas regras de elegibilidade da FIFA. Os jogadores podem ter mais de uma nacionalidade não-FIFA.
| N.º |         | Posição | Jogador                   |
| --- | ------- | ------- | ------------------------- |
| 1   | Ucrânia | G       | Denys Sydorenko (Capitão) |
| 3   | Ucrânia | D       | Yevhen Tkachuk            |
| 4   | Ucrânia | D       | Ivan Kovalenko            |
| 5   | Ucrânia | M       | Vitaliy Yermakov          |
| 6   | Geórgia | D       | Solomon Kvirkvelia        |
| 7   | Ucrânia | A       | Vitaliy Ponomar           |
| 9   | Ucrânia | M       | Yuriy Batyushyn           |
| 10  | Ucrânia | M       | Rostyslav Rusyn           |
| 11  | Ucrânia | A       | Andriy Remenyuk           |
| 13  | Ucrânia | D       | Artur Zapadnya            |
| 17  | Ucrânia | M       | Yevhen Protasov           |
| 19  | Ucrânia | A       | Illya Zubkov              |
| 21  | Ucrânia | M       | Serhiy Chenbay            |
| 22  | Ucrânia | A       | Vladyslav Dmytrenko       |
| 23  | Ucrânia | M       | Mykhaylo Shershen         |
| 24  | Ucrânia | D       | Yuriy Potimkov            |

| N.º |                      | Posição | Jogador              |
| --- | -------------------- | ------- | -------------------- |
| 25  | Ucrânia              | G       | Maksym Kovalenko     |
| 27  | Ucrânia              | M       | Dmytro Kravchenko    |
| 28  | Ucrânia              | M       | Artem Habelok        |
| 29  | Ucrânia              | D       | Maksym Zhychykov     |
| 32  | Ucrânia              | M       | Oleh Holodyuk        |
| 33  | Brasil               | M       | Marlyson             |
| 35  | Ucrânia              | G       | Denys Shelikhov      |
| 55  | Bósnia e Herzegovina | D       | Amar Kvakić          |
| 70  | Brasil               | M       | Fabinho              |
| 77  | Ucrânia              | A       | Anton Savin          |
| 88  | Ucrânia              | M       | Dmytro Kryskiv       |
| 94  | Ucrânia              | M       | Maksym Zaderaka      |
| 97  | Brasil               | M       | Derek                |
| 99  | Ucrânia              | A       | Vladyslav Ostrovskyi |
|     | Ucrânia              | M       | Denys Ndukve         |
|     | Ucrânia              | A       | Valeriy Blazhko      |